# 11. Armee (Österreich-Ungarn)
Die k.u.k. 11. Armee war ein militärischer Großverband der österreichisch-ungarischen Armee im Ersten Weltkrieg. Das Armeeoberkommando wurde ab März 1916 bis zum Kriegsende an der Italienfront eingesetzt.

## Einsatz

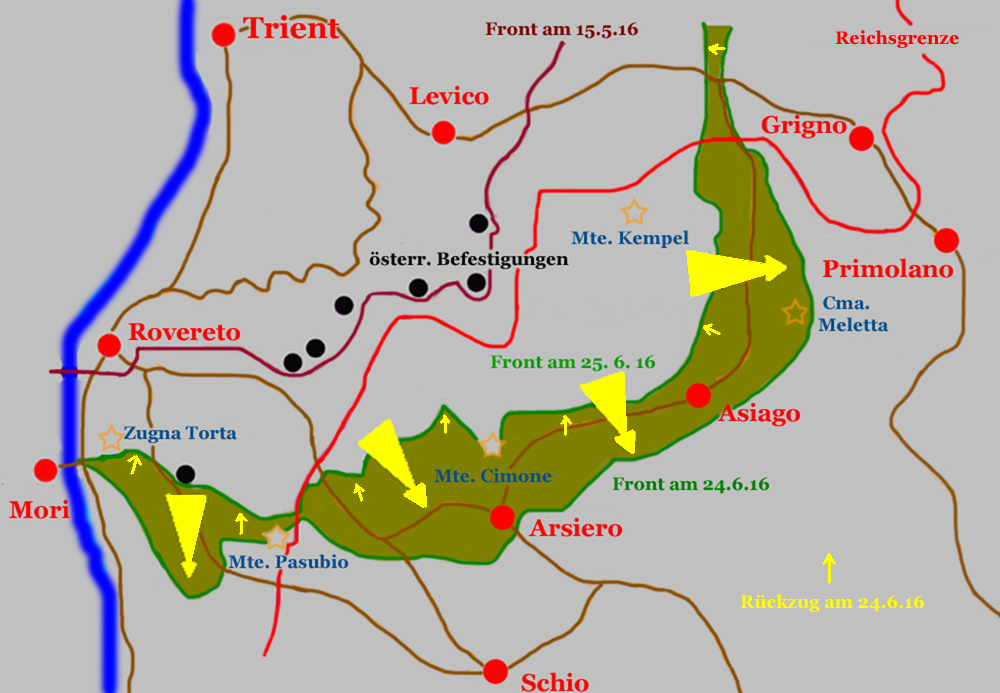
Südtiroler Front: Aufmarsch- und Angriffsgebiet der 11. Armee im Mai 1916

### 1916
Nach Beschluss des k.u.k. Armeeoberkommandos wurde die Südwestfront unter Erzherzog Eugen für das Frühjahr 1916 mit einer Offensive im Trentino betraut, dazu wurde im März aus dem Stab des Landesverteidigungskommando Tirol die 11. Armee unter General der Kavallerie Viktor Dankl gebildet, als Generalstabschef fungierte Generalmajor Kletus von Pichler.
Während der Südtirol-Offensive im Mai 1916 zählte die 11. Armee 103 Bataillone (etwa 85.300 Mann) und 178 Batterien (811 Geschütze). Der Angriff war zwischen der Etsch (Raum Rovereto) und dem Suganertal angesetzt, der Angriffsschwerpunkt lag zwischen der Hochfläche von Vielgereuth (Folgaria) und dem Plateau von Lafraun (Lavarone).
Der 11. Armee unterstanden dabei drei Korpsgruppen, zusätzlich wurde sie am linken Flügel (in der Valsugana) durch den Angriff der 3. Armee in Richtung auf Borgo gedeckt:
- VIII. Korps unter General der Infanterie Viktor von Scheuchenstuel (48., 57. und 59. Division)
- XX. Korps unter Erzherzog Karl (3. und 8. Division)
- III. Korps unter General der Infanterie Joseph Krautwald von Annau (6., 22. und 28. Division)

Bis Ende Mai konnte durch die Offensive die neue Frontlinie Serravalle-Monte Priafora-Arsiero-Asticotal-Asiago-Valsugana erkämpft werden. Am 7. Juni fiel nordöstlich von Asiago noch der Monte Meletta in österreichische Hand.
Wegen der starken Wirkung der österreichischen Artillerie mussten einige italienische Stellungen fast kampflos geräumt werden. Die italienische 1. Armee unter General Conte Pecori Giraldi konnte ihre Stellungen westlich von Schio, im Raum Pian delle Fugazze und am Monte Pasubio nur dank rasch herangeführter Verstärkung halten. Auch die Kämpfe auf der Hochfläche von Lafraun entwickelten sich günstig.
Durch eine italienische Gegenoffensive einerseits und wegen der Brussilow-Offensive anderseits, musste der Angriff am 9. Juni abgebrochen werden. Nach Abzug der 3. Armee verlegte man die Front in der Nacht vom 24. Juni zum 25. Juni auf besser zu verteidigende Stellungen um einen Streifen von etwa drei bis vier Kilometer zurück. Die neue Frontlinie verlief entlang Valmorbia – Borcolapass – Casteletto – Roana – Monte Interrotto – Cima Dieci – Civaron – Salubio – Setole. Lediglich der Monte Pasubio und der Monte Cimone wurden nicht aufgegeben und saßen auch im folgenden Stellungskrieg wie ein Stachel in der italienischen Front.

### 1917
Der italienische Oberkommando betrachtete die von den Österreichern in der Südtiroloffensive eroberte Ausbuchtung an der Gebirgsfront der Sette Comuni (Sieben Gemeinden) als wichtige strategische Position. Weil der Schwerpunkt des italienischen Generalstabes an der Isonzofront lag, und die k.u.k. 11. Armee jederzeit in Südtirol die italienische Front am Monte Pasubio im Westen oder die Positionen am Monte Grappa im Osten angreifen konnten, sollte diese Gefahr im Rücken der Hauptfront durch eine eigene Offensive beseitigt werden. Unter der Führung der 6. Armee des Generals Ettore Mambretti wurden schließlich etwa 170.000 Mann bei den Kämpfen eingesetzt, davon sollten 29 Bataillone gegen die Valsugana und 24 Bataillone bei Asiago angreifen. Die Hauptangriffsfront gegenüber dem k.u.k. III. Korps (General der Inf. Krautwald) war nur 15 Kilometer breit, dort sollte der Hauptangriff mit 114 Bataillone, 22 Alpini- und 18 Bersaglieri-Bataillone erfolgen.
In der Nacht des 9. Juni befanden sich beide Seiten in höchster Alarmbereitschaft, am nächsten Tag leitete ein Bombardement die Schlacht am Ortigara ein. Im Hauptangriffsraum der italienischen 52. Division verteidigte die k.u.k. 6. Infanteriedivision (FML Mecenseffy) mit erfahrenen Veteranen der Gebirgskrieges. Auch die im Raum östlich von Borgo eingesetzte 18. Infanterie-Division wurde am ersten Tag angegriffen. Die IV. Alpini-Gruppe unter General Di Giorgio war die einzige Einheit, welche Teilerfolge hatte, sie konnte etwa 500 Meter tief in die österreichische Verteidigung einbrechen, aber Müdigkeit und erbitterter Widerstand hindern sie daran, ihre Erfolge zu nutzen und auch die Höhe 2105 vollständig zu erobern. Die Besatzung des k.u.k. Feldjägerbataillon 7 konnte nicht vom Ortigara Gipfel vertrieben werden.
Am 15. Juni begannen Gegenangriffe mit dem IR 14 und dem IR 59, welche beide in verlustvollen blutigen Nahkämpfen an der Höhe 2071 scheiterten. Am 19. Juni konnten die Italiener trotz Widerstand des III. Bataillon des IR 14 und des II. Bataillon des 4. Kaiserjäger-Regimentes den Ortigara-Gipfel vollständig erstürmen. Am 25. Juni folgte um 2:40 nachts ein gut vorbereiteter österreichischer Gegenangriff durch Stoßtruppen der Kaiser-Schützenregimenter I. und II sowie des IR 57 (Polen), welcher die Ortigara sowie die nördlich davon an grenzente Höhe 2071 zurückeroberte. Die Gesamtverluste der Italiener betrugen seit 9. Juni 25.200 Mann, das österreichische III. Korps hatte etwa 8800 Mann verloren.

### 1918

Vorstoß in Italien, November 1917

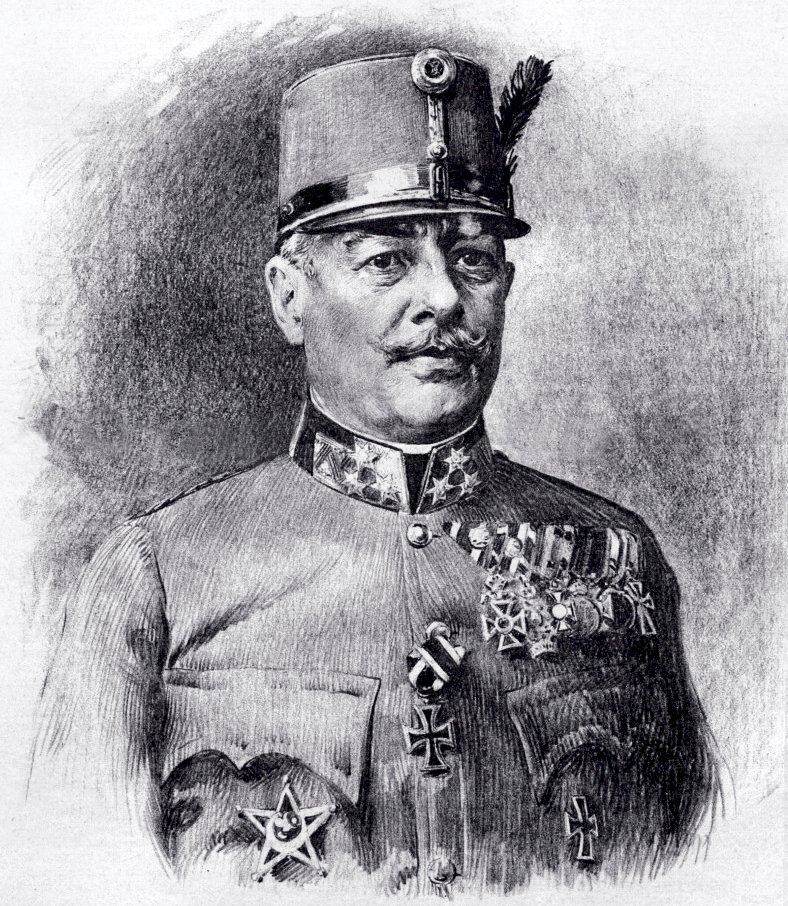
Viktor von Scheuchenstuel

Während der Zweiten Schlacht am Piave beteiligte sich die 11. Armee am Grappa-Massiv und bei Asiago mit einer gleichzeitigen Offensive.
- III. Korps unter Generaloberst Hugo Martiny: 6., 28. und 52. Division, 6. Kavallerie-Division
- XIII. Korps unter General der Infanterie Friedrich Csanády: 5., 16., 38., 42., 74. Division
- VI. Korps unter General der Infanterie Ernst Kletter: 18., 26., 39. und 53. Infanterie-Division
- XXVI. Korps unter General der Infanterie Ernst Horsetzky: 27. und 32. Division, 4. Kavallerie-Division
- I. Korps unter General der Infanterie Ferdinand Kosak: 60. und 55. Division
- XV. Korps unter General der Infanterie Karl Scotti: 20., 48. und 50. Division
- Reserve: 27. und 38. Division, 10. Kavallerie-Division

Am 15. Juni um 7.00 früh begann die 11. Armee mit 8 Infanteriedivisionen (etwa 95.000 Mann) auf der Hochfläche von Folgaria mit dem Sturmangriff. Es war nicht gelungen, die Artillerie der gegnerischen italienischen 6. Armee unter General Luca Montuori niederzukämpfen. Bereits am Nachmittag lief dieser Angriff überall fest, und am Abend musste man auf die Ausgangsstellung zurückweichen. Der Angriff des XXVI. Korps (Horsetzky) eroberte kurzfristig den Monte Mochin. Der Sturm gegen den Monte Asolone schlug jedoch ebenso fehl wie jener des XV. Korps gegen den Monte Spinuccia. Nach dem Festrennen der Schlacht auf der Hochfläche der Sieben Gemeinden und im Gebiet östlich davon am Grappa-Abschnitt war die großangelegte „Schlacht in Venetien“ jetzt nur mehr auf die gleichzeitig geführte Durchbruchsschlacht an der Piave reduziert.
Nach dem italienischen Großangriff in der Schlacht von Vittorio Veneto begann das k.u.k. XXVI. Korps (General der Infanterie Horsetzky) am 27. Oktober 1918 zur Entlastung nochmals am Grappa-Massiv eine Gegenoffensive. Die österreichischen Truppen kämpften mit dem Ziel, vom Grappa her ins Tiefland durchzubrechen und die italienische Piavefront von hinten aufzurollen. Acht Angriffe auf den Monte Pertica wurden von der italienischen 4. Armee in sechsstündigem Kampf abgeschlagen. Infolge des Waffenstillstand von Villa Giusti wurden Anfang November große Teile der 11. Armee im Trentino abgeschnitten und gerieten in italienische Gefangenschaft.

## Oberbefehlshaber
- General der Kavallerie Viktor Dankl (14. März 1916 – 18. Juni 1916)
- Generaloberst Franz Rohr von Denta (18. Juni 1916 – 28. Februar 1917)
- Feldzeugmeister Viktor von Scheuchenstuel (28. Februar 1917 – 3. November 1918)